# Dawn Penn
Dawn Penn (sinh năm 1952 tại Kingston, Jamaica) là một ca sĩ reggae người Jamaica. Bà thuở đầu tiên có một sự nghiệp ngắn trong thời kỳ rocksteady, giữa năm 1967 và 1969, nhưng được biết đến nhiều nhất với đĩa đơn "You Don't Love Me (No, No, No)" đã trở thành hit trên toàn thế giới vào năm 1994.

## Sự nghiệp
Những bản thu âm sớm nhất của Dawn Penn được bà sáng tác và viết vào khoảng năm 1966 bằng cách sử dụng các nhạc sĩ phiên. Năm 1967, bà đã thu âm đĩa đơn rocksteady "You Don't Love Me", được sản xuất bởi Coxsone Dodd tại Studio One. Bà cũng đã thu âm "Why Did You Leave" tại Studio One, "Broke My Heart" cho Bunny Lee, "I Let You Go Boy" và các bản cover "To Sir with Lov " và "Here Comes the Sun". Dawn cũng đã thu âm cho ca sĩ và nhà sản xuất Prince Buster ngay từ đầu trong sự nghiệp với các bài hát như "Long Day, Short Night", "Blue Yes Blue" và "Here the Key". Đến năm 1970, Penn rời khỏi ngành công nghiệp âm nhạc và chuyển đến Quần đảo Virgin. Tuy nhiên, bà phải đối mặt với nạn phân biệt chủng tộc ở đó, và vào năm 1987, bà trở lại Jamaica và tham gia âm nhạc.
Vào mùa hè năm 1992, bà được mời xuất hiện trên sân khấu trong một chương trình kỷ niệm Studio One, nơi bà biểu diễn bài hát "You Don't Love Me" với Steely &amp; Clevie với tư cách là nhạc sĩ nền. Buổi biểu diễn đã thành công và bà quay trở lại phòng thu để thu âm lại bài hát cho album tưởng nhớ Steely & Clevie Play Studio One Vintage. Nó được phát hành dưới dạng đĩa đơn "You Don't Love Me (No, No, No)" hơn một năm sau đó, leo lên các bảng xếp hạng ở Mỹ và Châu Âu, cộng với việc đạt #1 tại quê hương Jamaica của bà, và đứng thứ 3 trong Bảng xếp hạng đĩa đơn của Anh. Album của Penn, No, No, No, được phát hành trên Big Beat Records vào năm 1994.
Sau đó, "You Don't Love Me (No, No, No)" đã được lấy mẫu và được cover bởi các nghệ sĩ Kano, Hexstatic, Jae Millz, 311, Ghostface Killah, Mims, Eve gồm Stephen Marley và Damian Marley. Các phiên bản của chúng đều được đổi tên thành "No, No, No", bar Ghostface's, được đặt tên là "The Splash" và "Omaha Stylee" của 311.
Penn biểu diễn tại Drum ở Birmingham, Anh, vào tháng 4 năm 2006, và trong cùng năm đó, đã có trong dự luật tại Lễ hội Reggae Uppsala ở Thụy Điển. Năm 2011, Penn đã phát hành một video âm nhạc cho bài hát "City Life", do Antoine Dixon-Bellot đạo diễn. Vào ngày 30 tháng 6 năm 2013, Penn đã biểu diễn "You Don't Love Me (No, No, No)" tại Giải thưởng BET. Vào năm 2014, Dàn nhạc Lee Thompson Ska đã phát hành đĩa đơn "Bangarang" kết hợp với giọng ca chính, và bà đã xuất hiện trong video chính thức cùng với đĩa đơn. Penn tham gia vào Dàn nhạc Ska trên sân khấu để thực hiện các ca khúc, trên Halloween đêm năm 2013, tại The Jazz Café ở Camden Town của London.  Penn cũng xuất hiện cùng với Thompson và ca sĩ nền Darren Fordham trong chương trình Hootenanny 2013/14 của Jools Holland và một lần nữa tại Liên hoan Glastonbury năm 2014.